# Новеле (Асколи Пичено)
Новеле (итал. Novele) насеље је у Италији у округу Асколи Пичено, региону Марке.
Према процени из 2011. у насељу је живело 27 становника. Насеље се налази на надморској висини од 518 м.